# Římskokatolická farnost Rajnochovice
Římskokatolická farnost Rajnochovice je územní společenství římských katolíků s farním kostelem Narození Panny Marie a svaté Anny v děkanátu Holešov. 

## Historie farnosti
První písemná zmínka o obci pochází z roku 1721. Ve stejné době byl postaven současný farní kostel.

## Duchovní správci
Farářem byl od července 2014 do července  2021 R. D. Mgr. Jiří Pospíšil. Po něm převzal duchovní správu vedoucí zdejšího centra mládeže P. Jiří Šustek.

## Bohoslužby
| Kostel                                     | Místo           | Bohoslužba (den)                    | Hodina                                              | Poznámka     |
| ------------------------------------------ | --------------- | ----------------------------------- | --------------------------------------------------- | ------------ |
| Narození Panny Marie a svaté Anny          | Rajnochovice    | neděle pondělí čtvrtek pátek sobota | 9.00 17.00 (zimní čas, fara)18.00 (letní čas) 18.00 | farní kostel |
| Budova Obecního úřadu / Kaple sv. Floriána | Podhradní Lhora | Středa                              | 17:00 (zimní čas, ObÚ) 18:00 (letní čas, kaple)     |              |

## Aktivity ve farnosti
Ve farnosti se pravidelně koná tříkrálová sbírka. Farnost je zapojená do projektu Noc kostelů.